# ISO/CEI 27000

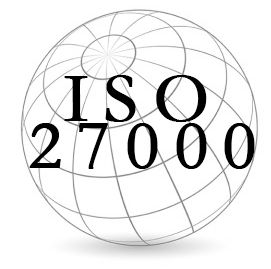
Logo de la norme ISO/CEI 27000.

ISO/CEI 27000 est une norme de sécurité de l'information publiée conjointement en mai 2009 et révisée en 2012, 2016 et 2018 par l'Organisation internationale de normalisation (ISO) et la Commission électrotechnique internationale (CEI, ou IEC en anglais), faisant partie de la suite ISO/CEI 27000. Ce court document (44 pages) a pour titre Technologies de l'information — Techniques de sécurité — Systèmes de management de la sécurité de l'information — Vue d'ensemble et vocabulaire. Il est disponible gratuitement en langue française ou anglaise sur le site de l'ISO.

## Contenu
Après une brève introduction, quelques pages précisent le vocabulaire employé dans la suite. Par exemple, le terme 2.34 est Système de management de la sécurité de l'information - SMSI. Ce concept, central dans ce cadre normatif, est ensuite détaillé dans un petit chapitre (n° 3). Puis vient un schéma commenté des autres composantes de la suite de normes apparentées, déjà publiées ou en préparation (chapitre 4). L'annexe A (informative) précise, à la manière des RFC, les termes d'exigence, de recommandation, de permission et de possibilité.